# James McClean
James Joseph McClean (Derry, el 22 d'abril de 1989) és un futbolista irlandès que juga com a lateral amb el Wigan Athletic de la segona divisió anglesa i la selecció irlandesa.
Va jugar 7 partits pel seu país al nivell sub-21. Tot i això, va decidir a jugar per a la selecció de futbol d'Irlanda i fou seleccionat per l'Eurocopa de 2012. És un ferm defensor de la causa irlandesa, posicionant-se sempre a favor de la reunificació de l'illa.

## Biografia

### Institut i Derry
McClean nasqué al barri de Creggan a Derry i va començar la seva carrera com a amateur amb l'Institute FC a la seva ciutat. Va fitxar pel Derry City FC després de jugar només un partit a l'Institute. El primer partit de McClean amb el Derry va ser a casa contra el Bohemians FC a la Copa d'Irlanda l'1 de juliol de 2008. Va marcar i el de Derry van guanyar 4-1. El seu primer partit a la Lliga d'Irlanda va ser contra el Cork City FC el 8 de setembre d'aquell mateix any (empat 1-1). McClean va ser un dels primers quatre jugadors del Derry City després de la seva dissolució el 2009. Abans de tornar a fitxar pel Derry, McClean va ser desitjat pel club anglès Lincoln City FC.

### Sunderland
Al juliol de 2011, McClean va ser un objectiu de dos clubs anglesos -Everton i Blackpool. Després de l'interès del Wigan Athletic i de dues ofertes pel Peterborough United, McClean va fitxar per Sunderland pel seu entrenador Steve Bruce, que va pagar 350.000 lliures esterlines.
L'11 de novembre de 2012 es va negar a lluir la tradicional rosella en honor als soldats britànics caiguts en combat durant la Primera Guerra Mundial. Va prendre la decisió en honor als civils de la seva ciutat que van morir a mans de l'exèrcit de Gran Bretanya durant el Bloody Sunday de Derry l'any 1972.

### Wigan Athletic
El 8 d'agost del 2013 va firmar un contracte de tres anys amb el Wigan Athletic. Tres dies més tard va debutar a la FA Community Shield a l'estadi de Wembley, on van patir una derrota per 2-0 davant el Manchester United.

### West Bromwich Albion
El 22 de juny de 2015, McClean va fitxar pel West Bromwich Albion amb un contracte de tres anys i per un preu que ronda els 1,5 milions de lliures. Al juliol, durant la gira de l'equip dels Estats Units, va donar l'esquena a la bandera d'anglaterra mentre que l'himne nacional britànic "God Save the Queen". Va fer el seu debut en competició el 10 d'agost. El West Brom va començar la temporada contra el Manchester City a The Hawthorns. Va ser esbroncat pels aficionats del seu equip cada vegada que tocava la pilota, i va acabar substituït a la mitja part. El 17 d'octubre, després d'una victòria a casa per 1-0 sobre el seu exequip Sunderland, va desafiar els aficionats visitants i va donar lloc a enfrontaments entre dos grups de jugadors; la FA el va advertir sobre la seva conducta.

### Stoke City
Entre 2018 i 2021 va jugar per l'Stoke City de la Premier League. Sense massa continuïtat, va disputar 29 partits, anotant 2 gols. Finalment, va ser traspassat de nou al Wigan Athletic on ja havia jugat entre 2013 i 2015. Durant els seus anys a l'Stoke va ser objecte de polèmica per penjar a Instagram una foto on deia estar ensenyant història als seus fills portant un passamuntanyes al cap.

### Segona etapa al Wigan
L'agost de 2022 va tornar a debutar amb el Wigan Athletic, equip de la segona divisió anglesa, marcant en el seu primer partit contra el Norwich City.El setembre de 2022, després de la mort d'Isabel II, va ser objecte de polèmica per separar-se dels seus companys durant el minut de silenci que es va fer abans de començar el partit.

### Seleccions
McClean va jugar per a Irlanda del Nord sub-20 quan va guanyar la Copa Milk de 2008 i el 29 de juliol va marcar el primer gol en el seu primer partit contra els Estats Units a Coleraine (van guanyar 3-1).
El 26 de juliol de 2011 McClean va ser seleccionat per Irlanda del Nord per jugar contra les Illes Fèroe un partit de qualificació per a l'Eurocopa de 2012. Va deixar l'equip perquè va preferir jugar per la selecció d'Irlanda. McClean va jugar el seu primer partit amb Irlanda el 29 de febrer de 2012 contra la República Txeca a Dublín. Va entrar al partit com a substitut d'Aiden McGeady al minut 78. El 7 de maig del mateix any McClean va ser seleccionat per a l'Eurocopa per Giovanni Trapattoni. Després de ser seleccionat, va ser amenaçat per xarxes socials per aficionats nord-irlandesos.

## Salut mental
Amb 33 anys, McClean va ser diagnosticat d'autisme. El jugador irlandès va explicar que va decidir fer-se proves per veure si patia aquest trastorn durant el procés d'acompanyament de la seva filla Willow-Ivy, també autista, perquè ell i la seva dona veien moltes similituds amb els trets de la criatura.